# رود یونشرو
رود یونشرو (به لاتین: Yoneshiro River) یک رود در ژاپن است که در استان ایواته واقع شده‌است.